# Пик нефти

Глобальная эмиссия углерода в результате сжигания ископаемого топлива, является индикатором потребления, период 1800—2004 гг. Общее количество показано чёрным. Нефть показана синим.

Пик нефти (англ. peak oil) — максимальное мировое производство нефти, которое было или будет достигнуто, и за которым последует спад добычи. Теоретически пик нефти был предсказан американским геофизиком Кингом Хаббертом, который создал модель известных запасов и предположил в 1956 году, в статье , представленной на конференции Американского института нефти, что добыча нефти в материковой части США достигнет пика между 1965 и 1970 годами; и что мировая добыча достигнет пика в 2000 году.

## Общие сведения
Добыча традиционной нефти в США достигла пика в 1971 году, затем после периода снижения пошла в рост с 2010 года и к 2020 году превысила пик 1971 года. Мировая добыча не достигла максимума вплоть до 2020 года. Сторонники теории пика нефти предлагают объяснение, что модель Хабберта не учитывала новые методы добычи и эффект от нефтяных эмбарго ОПЕК 1973 и 1979 году, которые несколько снизили глобальное потребление нефти и отложили пик.
Так как нефть является невозобновляемым ресурсом, неизбежно, что когда-нибудь общемировая добыча достигнет пика. Теория Хабберта состоит в том, что те же вычисления, что успешно предсказали пик добычи нефти в США, применимы и к другим случаям, таким, как пик мировой добычи нефти. Были опубликованы различные оценки времени мирового пика, как Хаббертом, так и другими, причём некоторые из этих дат уже в прошлом. Это привело к критике его метода и предсказаний, сделанных с его помощью.

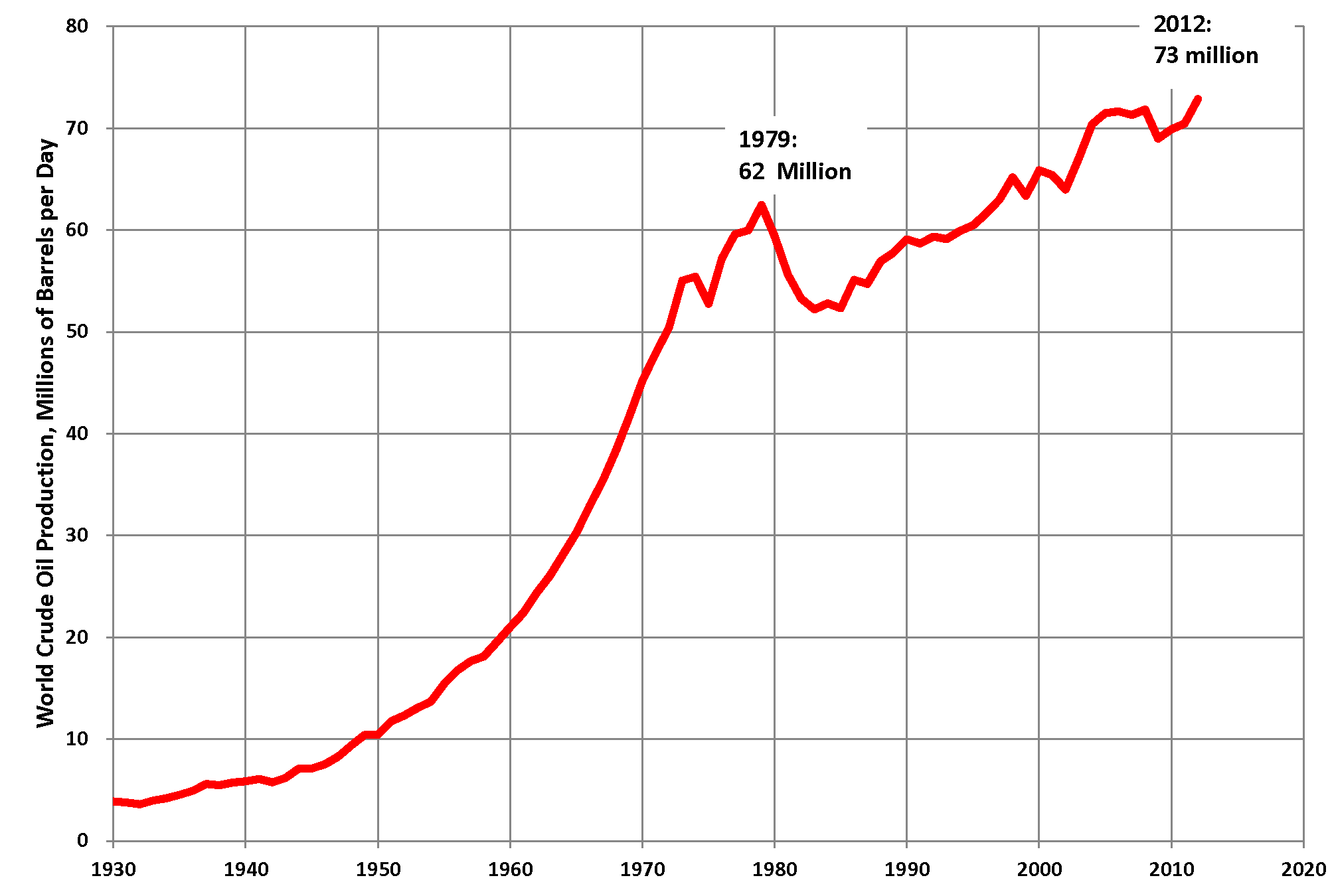
Мировая среднесуточная добыча нефти с 1930 по 2012 год

Теория Хабберта является постоянным предметом обсуждения из-за потенциальных эффектов снижения добычи нефти, а также из-за постоянных споров относительно энергетической политики. Спектр мнений относительно эффекта прохождения пика Хабберта простирается от веры, что рыночная экономика обеспечит решение, до сценариев судного дня для мировой экономики, неспособной удовлетворить свои потребности в энергии. 
Некоторые руководители нефтяных компаний, экономисты и аналитики сомневаются, что теория пика Хабберта применима в мировом масштабе. С другой стороны, корпорация Chevron развернула рекламную акцию «Вступите ли Вы в наши ряды?», стремясь проинформировать публику о возможном иссякании нефти и поддержать обсуждение этой проблемы. Веб-страница кампании отмечает заключения, сделанные международным агентством по энергетике (IEA) в докладе «World Energy Outlook 2004»: «Ископаемое топливо в настоящее время обеспечивает большую часть мирового потребления энергии, и будет продолжать это делать в обозримом будущем. Хотя в настоящее время запасы велики, они не вечны. Добыча нефти убывает в 33 из 48 стран с наибольшей выработкой, …»
Текущих мировых разведанных запасов нефти, по состоянию на 2015 год, при сохранении объёмов мировой добычи 2015 года, хватит примерно на 50 лет.
Объёмы добычи нефти зависят от текущего мирового спроса и цен на нефть и нефтепродукты. В периоды мировых экономических кризисов перепроизводства (включая перепроизводство нефти) происходит падение цен на нефть, временно сокращается и добыча. В 2014 г. очередное перепроизводство нефти снова привело к резкому падению мировых цен на нефть. Чтобы поддержать рост цен, в ноябре 2016 г. страны ОПЕК договорились снизить среднесуточную добычу на 1,2 млн баррелей в сутки (1 % общемировой добычи). Как считают эксперты «Forbes» (2015 г.), «сланцевая революция» и использование альтернативных видов топлива, вроде сжиженного природного газа и биоэтанола, вновь отложили пик добычи традиционной нефти, так как добыча сланцевых нефти и газа обеспечили главного мирового потребителя — США. Повышение цен на нефть, разработка новых технологий её добычи позволят добывать трудноизвлекаемые запасы, которые раньше нерентабельно было разрабатывать.

## Прогнозирование пика добычи нефти
Существуют различные точки зрения на то, когда пик добычи нефти будет достигнут. Геолог Колин Кэмпбелл, представляющий «Ассоциацию по исследованию пика нефти и газа», вычислил, что глобальная добыча нефти уже достигла пика весной 2004, хотя и на темпе 23 ГБ/г (гигабаррелей в год), а не Хаббертовском 13 ГБ/г. После урагана Катрина Саудовская Аравия признала, что она просто не в состоянии увеличить добычу настолько, чтобы скомпенсировать добычу на потерянных добывающих платформах в Мексиканском заливе. Многие сочли это началом финального нефтяного кризиса, в ходе которого общее количество доступной нефти в мире начнёт постепенно, но необратимо снижаться.
И этот кризис не ограничивается нефтью. Традиционные запасы природного газа также ограничены пиками добычи, что для отдельных географических регионов заостряется трудностями транспортировки этого ресурса на значительные расстояния. Добыча природного газа уже достигла пика на Североамериканском континенте в 2003 г. Поставки газа из Северного моря также прошли пик. Добыча газа в Великобритании достигла наивысшей точки в 2000 г.; падение выработки и возросшие цены являются в этой стране чувствительным политическим вопросом. Даже если новые технологии добычи откроют новые источники природного газа, наподобие метана из угольных пластов, выход энергии на единицу затраченной энергии будет гораздо ниже, чем у традиционных источников газа, что неизбежно приведёт к более высоким ценам для потребителей природного газа.
По мнению научного руководителя Института нефтегазовой геологии и геофизики Сибирского отделения РАН А. Конторовича, пик мировой нефтедобычи придётся на 2030—2040 годы, когда ежегодно будет добываться около 4,6-4,8 млрд тонн. Международное энергетическое агентство прогнозирует наступление «нефтяного пика» к 2030 г.
Важным фактором, который должен определять динамику добычи нефти (а также других видов ископаемого топлива) является признанная мировым сообществом цель ограничить глобальное потепление величиной 2°С. Согласно современным научным представлениям, это означает, что 60-80 % известных запасов ископаемого топлива не могут быть использованы, поскольку их сжигание приведет к неприемлемому повышению концентрации СО2 в атмосфере. Таким образом, в случае принятия реальных мер по ограничению эмиссии СО2, пик нефти, возможно, будет определяться ограничением со стороны спроса, а не предложения, совершенствованием технологий добычи нефти из трудноизвлекаемых запасов, использованием альтернативных видов топлива, а также методов утилизации CO2. Реализуется инерционный сценарий инвестиций в энергетике, что несет в себе угрозу экологической устойчивости и финансовой стабильности в глобальном масштабе.

## Теория Хабберта
Геофизик Кинг Хабберт создал математическую модель добычи нефти, которая предсказывает, что общее количество добытой нефти как функция времени следует логистической кривой. Из этого следует, что темп добычи нефти является производной логистической функции по времени. График такой производной имеет колоколообразную форму. Эта кривая в настоящее время известна как кривая Хабберта. 
Исходя из данных о добыче нефти в прошлом и исключая внешние факторы (например, отсутствие спроса), модель предсказывает дату максимальной добычи нефти для нефтяной залежи, нескольких нефтяных месторождений или всего региона. Эта точка максимального выхода называется пик. Период после пика называют иссяканием. График темпа добычи для отдельного нефтяного месторождения имеет форму колокола: сначала стабильный постепенный рост добычи, затем быстрый рост, за ним следует плато (пик) и, наконец, крутой спад.
Когда находят залежи нефти, добыча вначале невелика, поскольку требуемая инфраструктура ещё не построена. По мере бурения скважин и установки более эффективного оборудования добыча возрастает. В какой-то момент достигается пик выхода, который невозможно превзойти даже улучшенной технологией или дополнительным бурением. После пика добыча нефти медленно, но неуклонно спадает. После пика, но до того, как нефтяное поле полностью исчерпано, достигается другой важный этап, когда на добычу, транспортировку и обработку барреля нефти расходуется больше энергии, чем количество энергии, содержащееся в этом барреле. На этом этапе, рассуждал Хабберт, добыча нефти с целью получения энергии более неоправданна, и месторождение может быть заброшено.
В 1956 году Хабберт предсказал, что добыча нефти в континентальной части США достигнет пика между 1965 и 1970 г. Добыча нефти в США достигла пика в 1971 году и с тех пор убывает. Согласно модели Хабберта, залежи нефти в США будут исчерпаны до конца XXI века.
Некоторые исследователи применяли теорию Хабберта также и к другим видам ископаемого топлива: природному газу, углю и залежам нетрадиционной нефти. Также теория может применяться к другим ископаемым, например к фосфору.
Изначальные формулировки Хабберта относились к «теоретической, неограниченной области» и что в модель нужно вносить поправки, если действуют существенные искусственные помехи (например, политические или связанные с защитой окружающей среды).

### Предсказание пика
Немногие будут оспаривать, что запасы ископаемого топлива конечны и что в будущем потребуются альтернативные источники энергии. Тем не менее, большинство критиков утверждают, что пик не случится в ближайшем будущем и что форма пика будет неправильной и широкой, а не острой, как у кривой Хабберта. Как для любой другой математической модели, достоверность предсказания ограничена достоверностью исходных данных. Если переменные оценены неправильно, формула даст неправильные результаты.
В 1971 Хабберт использовал оценки глобальных запасов нефти сверху и снизу, чтобы предсказать, что мировая добыча нефти достигнет пика между 1995 и 2000 годом. Ассоциация по исследованию пика нефти и газа (ASPO) вычислила, что годовой пик добычи сырой нефти из обычных источников был в начале 2004. Однако события, произошедшие после предсказания Хабберта, могли отложить пик, — в особенности, нефтяной кризис 1973 года, во время которого сократившееся предложение нефти привело к дефициту нефти, и, в конечном счёте, к её меньшему потреблению. Всплеск цен на нефть 1990 года из-за войны в Персидском заливе имел схожее с нефтяным кризисом 1973 года влияние на предложение, хотя и не столь сильное, как последний. Что касается спроса, рецессии начала 1980-х и 90-х гг. сократили спрос на нефть и её потребление. Все эти эффекты, вообще говоря, могли отложить пик нефти.
ASPO была основана геологом Колином Кэмпбеллом. Основываясь на современных сведениях об известных залежах нефти, примерной величине будущих находок, растущем спросе на нефть и доступной технологии, ASPO предсказывает, что мировая добыча достигнет пика около 2010 года. Пик добычи природного газа ожидается между 2010]] и 2020 годом, но из-за трудности транспортировки этого сравнительно летучего вещества, время пика будет зависеть от региона.
В 2004 году в мире было потреблено 30 миллиардов баррелей нефти, за то же самое время было открыто всего восемь миллиардов баррелей новых запасов. Огромные, легко разрабатываемые месторождения, всего вероятнее, уходят в прошлое. В августе 2005, Международное энергетическое агентство сообщило о глобальном потреблении 84,9 миллионов баррелей в день, или более 31 миллиарда баррелей в год. Это означает, что превышение добычи над потреблением сейчас составляет 2 Мб/д (миллиона баррелей в день). Текущие запасы в системе ОЭСР покрывают 54 дня потребления, и ещё 37 дней покрываются запасами на случай чрезвычайных ситуаций.
«Forbes», «BP» оценивают, что мировые запасы нефти достаточны для продолжения добычи в течение 40-55 лет при текущей скорости добычи 2015 г.. Исследование USGS мировых запасов нефти, датированное 2000 г., предсказывает возможный пик нефтедобычи около 2037 г. На это возражает высокопоставленный инсайдер Саудовской нефтяной промышленности, который утверждает, что предсказание американского правительства относительно будущего предложения нефти является «опасным преувеличением». Кэмпбелл отстаивает позицию, что оценки USGS используют неверную методологию. Например, страны ОПЕК преувеличивают свои запасы, чтобы получить большие квоты и избежать внутренней критики. Рост населения и экономики может в будущем привести к увеличению спроса на нефть.
Наконец, оценки запасов нефти, сделанные USGS, возможно, основаны на политических соображениях не менее, чем на исследованиях. Согласно отделу информации об энергетике департамента энергетики США, «оценки основаны на не-технических соображениях, поддерживающих рост предложения в США до уровня, необходимого для удовлетворения прогнозируемого спроса». (Ежегодный энергетический обзор 2007 с прогнозами до 2030 (англ.)).
Британский Совет по энергетическим исследованиям предсказывает[когда?] наступления «пика нефти» в 2020-е годы, Международное энергетическое агентство — в 2030 году. (недоступная ссылка с 23-01-2016 [3477 дней])
Пик добычи нефти на душу населения, похоже, уже пройден в 1979 году

### Энергетическая отдача инвестиций
В середине девятнадцатого столетия, когда началась добыча нефти, на самых крупных нефтяных месторождениях добывалось пятьдесят баррелей нефти на каждый баррель, израсходованный при добыче, транспортировке и перегонке. Это отношение часто называют «энергетической отдачей инвестиций» («Energy Return on Investment»). Это отношение становится со временем всё меньше: в настоящее время добывают между одним и пятью баррелями нефти на каждый затраченный в процессе добычи баррель. Причина такого снижения эффективности в том, что извлекать нефть становится всё труднее по мере истощения месторождения.
Когда это отношение достигает уровня, при котором для добычи одного барреля надо израсходовать количество энергии, содержащееся в одном барреле, нефть более нельзя использовать как первичный источник энергии. На таком уровне энергия, используемая для добычи нефти, должна происходить из альтернативных источников энергии.
Некоторые разновидности энергии удобнее других — благодаря концентрации энергии и относительной безопасности при комнатной температуре и атмосферном давлении, бензин уникально подходит для транспортировки. Нефть также пригодна как химическое сырьё, в отличие от таких источников энергии, как ветер и солнечный свет. Поэтому возможно, что добыча и перегонка нефти продолжится даже после того, как выход энергии станет отрицательным.

## Общественный резонанс
Информированность об исследованиях Хабберта и его теории нефтяного пика становится всё более заметным социологическим явлением. Увеличилось как количество людей, изучающих или интересующихся теорией Хаббертовского пика истощения нефти и озабоченных возможными долгосрочными последствиями для общества, так и людей, занимающихся информированием публики о пике нефти.
По аналогии с пиком нефти, рассматриваются схожие теории для других невознобновимых ресурсов: Пик угля, Пик меди, Пик фосфора, и другие.

## Возможные последствия пика нефти
Вначале пик добычи нефти проявится как структурная мировая нехватка нефти. Последствия этого дефицита будут зависеть от темпов убывания добычи, а также от разработки и внедрения альтернативных источников энергии. Если альтернативы не появятся, многие товары и услуги, производимые с использованием нефти, станут дефицитными, что может привести к снижению жизненных стандартов во всех странах.
Есть также вероятные политические последствия «пика нефти».
В 1976 году Вильям Офалс опубликовал книгу «Экология и политика ограниченных ресурсов», в которой утверждается, что поскольку основные системы управления Западного мира развились в 18-19 веках, эти системы встречали условия щедрых запасов природных ресурсов и начали их подразумевать. Наши системы правления, далее, стали принимать за данность и зависеть от неограниченного роста и практически неограниченных природных ресурсов, включая нефть и природный газ. Слово «нехватка» — нежеланный гость в современном политическом дискурсе. Этот факт уменьшает способность правительств рассматривать и смягчать надвигающиеся социальные и политические проблемы, связанные с «пиком нефти».

## Альтернативы обычным месторождениям нефти
Альтернативами традиционным источникам нефти могут быть источники энергии, которые заменили бы нефть в одном или нескольких приложениях, включая: в качестве первичного источника энергии, топлива для транспорта и сырье для химического производства пластиков, удобрений, растворителей и т. п.
По состоянию на начало-середину 2010-х нефть в мире используется в основном (78 %) для получения различных дистиллятов (фракций), таких как бензин, дизельное топливо, мазут. Различные виды транспорта потребляют около 60 % добываемой в мире нефти, 25 % приходится на химические применения и других индустриальных потребителей, ещё 10 % потребляется сельским хозяйством и частными домовладельцами, 5 % уходит для получения электроэнергии
В качестве мер по отсрочке пика зачастую называют повышение нефтеотдачи существующих месторождений (с помощью современных методов увеличения нефтеотдачи — EOR), разработку месторождений различных видов нетрадиционной нефти, в частности добычу нефти из битумных песков, лёгкой нефти низкопроницаемых пород (в США часто называемой «сланцевой»), керогеновой нефти из нефтеносных сланцев. Например, в 2010-х годах в США удалось резко нарастить добычу легкой нефти из труднопроницаемых пород методом гидроразрыва  (Сланцевая революция).
Однако эти методы не способны увеличить добычу более чем на 50 %, так как качается скважинная жидкость — смесь нефти и воды (газа), а не чистая нефть. В свою очередь, для битумных песков (трудно извлекаемых) и гидроразрыва существуют свои пики, которые сокращают объемы добычи на величину до 25 %.
Также альтернативными нефти являются жидкие углеводородные топлива, полученные из твердых или газообразных веществ, например сжижением (Процесс Фишера — Тропша) и газификацией каменного угля и процессы Gas-to-liquid/CNG/LNG для природного газа, а также различные виды биотоплива (этанол, биодизель и биогаз из растительного сырья)
Когда традиционные запасы нефти вступят в фазу истощения, начнет увеличиваться разрыв между спросом и предложением нефти, и мир начнёт всё больше полагаться на альтернативные источники жидких топлив. По состоянию на конец 2000-х — начало 2010-х, считалось, что они не смогут полностью возместить убывающую добычу нефти, поскольку все альтернативы производятся в недостаточном объёме, и быстрое наращивание их производства затруднено, поскольку требует значительного времени, решения различных технических проблем, стабильно высоких цен на нефть. По оценкам US GAO 2007 года альтернативы жидким топливам в США соответствовали лишь 1 % потребления нефти и к 2015 году смогли бы достичь не более 4 %. Тем не менее, в 2014 году добыча сланцевой нефти в США (3,5 миллиона баррелей в день), составляла почти половину от общей добычи всех видов нефти США и 4,3 % от общемировой добычи традиционной нефти. На сколько лет хватит разведанных (недоказанных) запасов сланцевых нефти и газа в США, точных оценок нет из-за малого периода их добычи и разведки, доказанные запасы составляют около 15-20 % от разведанных. Разведанных (недоказанных) запасов сланцевого газа в США (23,4 трлн м³) — хватило бы примерно на 70 лет добычи, при уровне добычи 2014 года.
Спад производства нефти после пика, в отличие от предыдущих искусственно вызванных нефтяных кризисов 1970-х годов, будет иметь длительный, постоянный и необратимый характер, а его эффекты будут намного более серьезными. В случае, если альтернативные топлива будут предоставляться в недостаточных объёмах, не замещая с каждым годом все большее количество нефти, либо при их высокой стоимости, потребление энергии в определенных секторах экономики будет ограничено, повысится конкуренция за оставшиеся ресурсы и ожидается резкий рост цен.

## События, имеющие отношение к ценам на нефть
В результате мирового перепроизводства нефти в 1980-х годах, произошёл обвал цен на нефть до 10$ за баррель. Падение экспортных доходов СССР, вследствие обвала мировых цен на нефть, стало одной из причин экономического коллапса и развала СССР в 1991 году.
В конце 2005 года, по мере роста цен на нефть, теория Хабберта и её потенциальные следствия привлекают всё большее внимание. Нестабильность цен на нефть и газ печально известна, и рост цен мог быть вызван множеством других факторов, однако большинство согласно, что возросший спрос, в особенности со стороны Китая и Индии, явился важнейшим фактором. Такой рост спроса ещё быстрее приближает наступление пика Хабберта.

Динамика цен на нефть

На июнь 2005 года, ОПЕК признала, что они «с трудом» смогут добыть достаточно нефти, чтобы смягчить ценовое давление в четвёртом квартале года. Ожидалось, что летом и зимой 2008 года цены на нефть ещё больше поднимутся; некоторые утверждали, что это классический пример превышения спроса над предложением. Другие, возможно, объяснят это всевозможными геополитическими факторами в регионах добычи нефти. Другое вероятное объяснение растущих цен — это то, что они вызваны слишком большим количеством бумажных денег, а не слишком малым количеством нефти. Согласно этой точке зрения, резкое повышение цен на все виды сырья и недвижимость указывают на рост инфляции. Хотя весной и летом 2008 цена на нефть достигла рекордных уровней в районе 140 долларов за баррель, к осени она опускалась ниже 40 долларов за баррель.
В России зафиксирован спад в добыче, хотя прогноз правительства утверждает, что рост будет продолжаться до 2030 года.
Также российские эксперты прогнозировали, что при ценах ниже $80 за баррель, рентабельность будет отрицательной: никто[уточнить] бурить не будет. Низкие цены сдерживают и разведку новых нефтяных месторождений.
В 2014 году цены на нефть упали, в результате очередного кризиса перепроизводства нефти, вызванного «сланцевой революцией» в США.
Наиболее низкий уровень цен за последние десятилетия (1998) достигнут не был — для этого цена на баррель марки Brent должна была бы упасть ниже 20$ (в ценах 2015 года, с учётом инфляции).
В 2015 году цена за баррель марки Brent в среднем колебалась в районе 43$, уровень в 80$ был достигнут во второй половине 2018 года (при среднегодовой цене в 71$), после чего последовало снижение цен. В 2019 году среднегодовая цена за баррель марки Brent составляла 64$. В 2020 году на фоне пандемии 2020 и коронарецессии снизился спрос на нефть и средние цены барреля Brent на второе полугодие 2020 ожидались в районе 32$ с последующим постепенным ростом. К концу 2021 года цена превысила 80$ с сохранением тенденции к росту.

## Критика
Модель Хабберта вызывает споры. Некоторые экономисты нефтяной отрасли, например, Майкл Линч (англ.), приводят (англ.) тот аргумент, что кривая Хабберта, имеющая острый пик, неприменима глобально из-за различий в запасах нефти, военных и политических факторов, спроса, и торговых партнёрств между странами и регионами.
Критики вроде Леонардо Могери указывают, что сторонники теории пика Хабберта, например, Кэмпбелл, в прошлом предсказывали пик глобальной добычи в 1989 и 1995, основываясь на доступных в то время данных об объёмах добычи. Могери утверждает, что почти все оценки не принимают во внимание нестандартные источники нефти, хотя доступные объёмы этих ресурсов огромны, а стоимость добычи, хотя пока и очень высокая, снижается благодаря усовершенствованию технологии.
Однако данная позиция нивелируются все возрастающим потреблением — за последние 30 лет (1980—2010) оно выросло с 23 до 31 млрд баррелей в год.
Далее, он отмечает, что процент извлечения нефти (коэффициент извлечения нефти) на существующих месторождениях увеличился от примерно 22 % в 1980 до 35 % в настоящее время благодаря новым технологиям нефтедобычи, и предсказывает, что эта тенденция продолжится в будущем. Согласно Могери, отношение между подтверждёнными запасами нефти и текущей добычей постоянно росло, начиная с 20 лет в 1948, до 35 лет в 1972 и достигая примерно 40 лет в 2003. Он также утверждает, что этот прогресс был достигнут даже несмотря на низкие инвестиции в геологоразведку и усовершенствование технологий по причине низких цен на нефть в течение последних 20 лет. Текущие высокие цены вполне могут вызвать увеличение инвестиций .
В настоящее время дебаты сосредоточены на энергетической политике, а также относительно того, следует ли перебросить финансирование на увеличение эффективности расхода топлива и на развитие альтернативных источников энергии наподобие солнечной и ядерной энергии. Несогласные с Кэмпбеллом, например, Майкл Линч, отстаивают позицию, что его исследования проведены недостаточно аккуратно. Они указывают на дату приближающегося пика, который вначале предсказывался на 2000 г., но теперь отодвинут до 2010 г. Однако Кэмпбелл и его сторонники настаивают, что не столь важно знание точной даты достижения пика добычи, как осознание, что он вскоре наступит. Фредди Хаттер  является его наиболее настойчивым критиком. На протяжении 2001—2003 в своих ежемесячных бюллетенях Кэмпбелл утверждал, что его сделанное в 1996 г. предсказание нефтяного пика в 2000 г. никем не опровергнуто, невзирая на извещения Хаттера об увеличении уровня добычи. Наконец, в своём апрельском 2004 г. бюллетене Кэмпбелл уступил и передвинул пик на 2010. Затем он поменял дату на 2007, но в октябре 2005 вернул на 2010. Эти сдвиги предсказанной даты возникают из-за системной нехватки точных сведениях о запасах нефти. Мы узнаем точно только после того, как пик будет достигнут — и то не сразу, а, возможно, годами позже.
Предметом споров является статус пика Хабберта для нефти. В 2004 Хаттер утверждал, что собственные данные Кэмпбелла иллюстрируют, что Пик нефти прошёл  (недоступная ссылка с 13-05-2013 [4462 дня] — история) без церемоний весной 2004.

### Мнения
- англ. Chris Skrebowski — Editor, Petroleum Review  (англ.)
- Jan Lundberg — CultureChange.org  (англ.)
- en:John Darnell — Energy Advisor, U.S. Representative Bartlett  (англ.)
- en:John Howe — Farmer  (англ.)
- en:John Spears — Energy Manager, Gaithersburg, MD  (англ.)
- Хабберт, Мэрион Кинг — Oil Geologist, deceased  (англ.)
- en:Pat Murphy — Professor, Antioch College, Community Service, Ohio
- en:Robert L. Hirsch — Геолог-нефтяник  (англ.)
- en:Roscoe Bartlett — Scientist, U.S. Representative, Maryland,  (англ.)

### Критики
- James McCausland, Scientists' warnings unheeded, 2006
- Ергин, Дэниел, Russia 2010 : And What It Means for the World, 1995
- Ергин, Дэниел, The Prize : The Epic Quest for Oil, Money & Power, 1993
- en:Julian Lincoln Simon, The Ultimate Resource 2, 1998
- Michael C. Lynch — Energy Analyst, Strategic Energy & Economic Consulting  (англ.)
- en:Peter W. Huber, The Bottomless Well: The Twilight of Fuel, the Virtue of Waste, and Why We Will Never Run Out of Energy, 2005
- ↑ Freddy Hutter — TrendLines График сценариев пика нефти  (недоступная ссылка с 13-05-2013 [4462 дня] — история) (англ.)

### Книги
- Рашид, Ахмед, Jihad: The Rise of Militant Islam in Central Asia, 2003
- Рашид, Ахмед, Taliban: Militant Islam, Oil and Fundamentalism in Central Asia, 2001
- Эмори Ловинс, Winning the Oil Endgame : Innovation for Profit, Jobs and Security, 2005
- Andrew McKillop, The Final Energy Crisis, 2005
- Кэмпбелл, Колин, Oil Crisis, 2005
- Кэмпбелл, Колин, The Coming Oil Crisis, 2004
- Кэмпбелл, Колин, The Essence of Oil & Gas Depletion, 2004
- en:Colin Mason, The 2030 Spike: Countdown to Global Catastrophe, 2003
- en:Dale Allen Pfeiffer, The End Of The Oil Age, 2004
- en:David Goodstein, Out of Gas: The End of the Age Of Oil, 2005
- Энгдаль, Фредерик Уильям, A Century Of War : Anglo-American Oil Politics and the New World Order, 2004
- en:James Howard Kunstler, The Long Emergency: Surviving the End of the Oil Age, Climate Change, and Other Converging Catastrophes, 2005
- en:Julian Darley, High Noon For Natural Gas: The New Energy Crisis, 2004
- en:Julian Darley, Relocalize Now! : Getting Ready for Climate Change and the End of Cheap Oil, 2005
- en:Kenneth S. Deffeyes, Beyond Oil : The View from Hubbert’s Peak, 2005
- en:Kenneth S. Deffeyes, Hubbert’s Peak : The Impending World Oil Shortage, 2001
- Lutz C. Kleveman, The New Great Game : Blood and Oil in Central Asia, 2004
- Мэтью Симмонс, Twilight in the Desert: The Coming Saudi Oil Shock and the World Economy, 2005
- Matthew Yeomans, Oil: A Concise Guide to the Most Important Product on Earth, 2006
- Matthew Yeomans, Oil: Anatomy of an Industry, 2004
- Michael Economides, The Color of Oil : The History, the Money and the Politics of the World’s Biggest Business, 2000
- ↑  William Ophuls, «Ecology and the Politics of Scarcity», 1976
- en:Michael Ruppert, Crossing the Rubicon: The Decline of the American Empire at the End of the Age of Oil, 2004
- en:Michael T. Klare, Blood and Oil : The Dangers and Consequences of America’s Growing Dependency on Imported Petroleum, 2004
- en:Michael T. Klare, Resource Wars: The New Landscape of Global Conflict, 2002
- Робертс, Пол, The End of Oil : On the Edge of a Perilous New World, 2004
- en:Richard Heinberg, Powerdown : Options and Actions for a Post-Carbon World, 2004
- en:Richard Heinberg, The Party’s Over : Oil, War and the Fate of Industrial Societies, 2005
- Ronald R. Cooke, Oil, Jihad and Destiny: Will Declining Oil Production Plunge Our Planet into a Depression?, 2004
- en:Ross Gelbspan, Boiling Point: How Politicians, Big Oil and Coal, Journalists and Activists Are Fueling the Climate Crisis, 2004
- Шах, Соня, Crude : The Story of Oil, 2004
- en:Stephen Leeb, The Coming Economic Collapse : How You Can Thrive When Oil Costs $200 a Barrel, 2006
- en:Stephen Leeb, The Oil Factor: How Oil Controls the Economy and Your Financial Future, 2005
- Смил, Вацлав, Energy at the Crossroads : Global Perspectives and Uncertainties, 2005

### Фильмы
- Кэмпбелл, Колин, Peak Oil — Imposed By Nature (ПИК НЕФТИ — навязан природой), 2005 (англ.)
- Jim Kunstler, «Конец пригородов: истощение нефти и коллапс американской мечты»
- Aerobar Films, Нефтяная дорога в ад (англ.), 2005
- A Crude Awakening: The Oil Crash (2006)
- Коллапс (2009)

### Песни
- Юрий Шевчук. Когда закончится нефть

### Дополнительно
- M. King Hubbert, «Energy from Fossil Fuels», Science, vol. 109, pp. 103–109, 4 февраля, 1949
- Jeremy Rifkin, Водродная экономика: после нефти, чистая энергия из водородной глобальной сети, поддерживаемой топливными элементами (англ.), Blackwell Publishers, 2002, ISBN 0-7456-3042-1
- Paul Roberts, Последний бензин, Harper’s Magazine, Август 2004, стр. 71-72

### Сайты
- ASPO Ирландия (англ.)
- Глобальное общественное СМИ (англ.)
- Пик Хабберта (англ.)
- Пост-углеродный институт (post carbon institute) (англ.)
- Нефтяная бочка (The oil drum)) (англ.)
- Ватт (The watt) (англ.)
- ↑  Присоединяйтесь к нам (англ.)
- Волк у дверей (wolf at the door) (англ.)
- Ежедневные новости пика нефти, статьи и материалы по энергетике (англ.)
- Пик нефти (рус.)[неавторитетный источник]

### Статьи
- Когда настанет «пик-ойл» — Олег Макаров, Популярная механика
- Конец дешёвой нефти (англ.) — Колин Кэмпбелл и Жан Laherrère, Сайентифик Америкэн
- пресс-релиз Международного Энергетического Агентства (IEA) (англ.)
- Конец нефти?  (недоступная ссылка с 13-05-2013 [4462 дня]) (англ.) — Марк Уильямс, MIT Технологический обзор
- конец дешёвой нефти (англ.) — Тим Аппенцеллер, Нэшнл Джиографик
- ↑ Новый пессемизм относительно запасов нефти (англ.) — Майкл Линч
- Нефтяные пески снова привлекают внимание (англ.) — Роберт Снайдер
- Закончится ли у нас энергия ? (англ.) — Марк Брэндли
- El mundo ante el cenit del petróleo.Fernando Bullón Miró
- Oilcrash, 2006

### Блоги
- КОГДА НЕФТЬ ПОДЕШЕВЕЕТ? (рус.)
- БЕЗ НЕФТИ (рус.)